# Lordstown Motors
Lordstown Motors Corporation war ein US-amerikanisches Start-Up, der Elektrofahrzeuge produzieren wollte. Lordstown Motors hat seinen Sitz in Lordstown in Ohio, in der ehemaligen Lordstown Assembly, die früher von General Motors betrieben wurde. Ende Juni 2023 beantragte das Unternehmen Gläubigerschutz nach Chapter 11.

## Geschichte
Die Lordstown Motors Corporation wurde 2018 von Steve Burns, dem ehemaligen CEO der Workhorse Group mit Sitz in Loveland (Ohio), gegründet, die batterieelektrische Antriebe für Zustellfahrzeuge von UPS entwickelte.
Am 7. November 2019 wurde Lordstown Motors Eigentümer des ehemaligen GM-Werks Lordstown, nachdem im Mai 2019 ein Kaufvertrag mit General Motors unterzeichnet worden war. GM lieh Lordstown Motors im Jahr 2019 40 Millionen US-Dollar, um einen wesentlichen Teil des Werkskaufs zu übernehmen.
Am 3. August 2020 kündigte Lordstown Motors an, mit einer Zweckgesellschaft (SPAC) namens DiamondPeak Holdings zu fusionieren, dies wurde im vierten Quartal des Jahres 2020 abgeschlossen. Das fusionierte Unternehmen wird an der NASDAQ unter dem Namen RIDEQ gehandelt.
Im Oktober 2021 wurde bekannt gegeben, dass Foxconn das Werk in Ohio übernehmen, und für Lordstown den Pick-up Endurance produzieren werde. Zusätzlich erwarb Foxconn für 50 Millionen Dollar Anteile an Lordstown Motors. Teil des Deals war, dass auch Fisker Inc. in diesem Werk ihre Fahrzeuge montieren wird.
Das Unternehmen beantragte am 27. Juni 2023 Gläubigerschutz nach Chapter 11. Am 18. Oktober 2023 wurde der Verkauf an das in Delaware ansässige Unternehmen LAS Capital für 10 Millionen US-Dollar, dessen Mehrheitsaktionär der Lordstown-Gründer und Ex-CEO Steve Burns ist, vom Insolvenzgericht genehmigt. Der Verkauf umfasst alle Fahrzeuge, Maschinen, Bücher, Aufzeichnungen, Informationen, Dateien sowie Daten und Pläne im Besitz von Lordstown. Der neue Eigentümer übernimmt die Haftung für alle Kundengarantie-, Produkthaftungs- und Rückrufverpflichtungen im Zusammenhang mit Lordstown Endurance-Lkw. Steve Burns startete mit dem Endurance-Modell im Januar 2024 das neue Unternehmen  LandX Motors. In einer anderen Meldung vom 15. März 2024 wird die Beendigung der Insolvenz sowie der neue Name des Unternehmens als Nu Ride Inc. angegeben.

## Modelle

### Lordstown Endurance

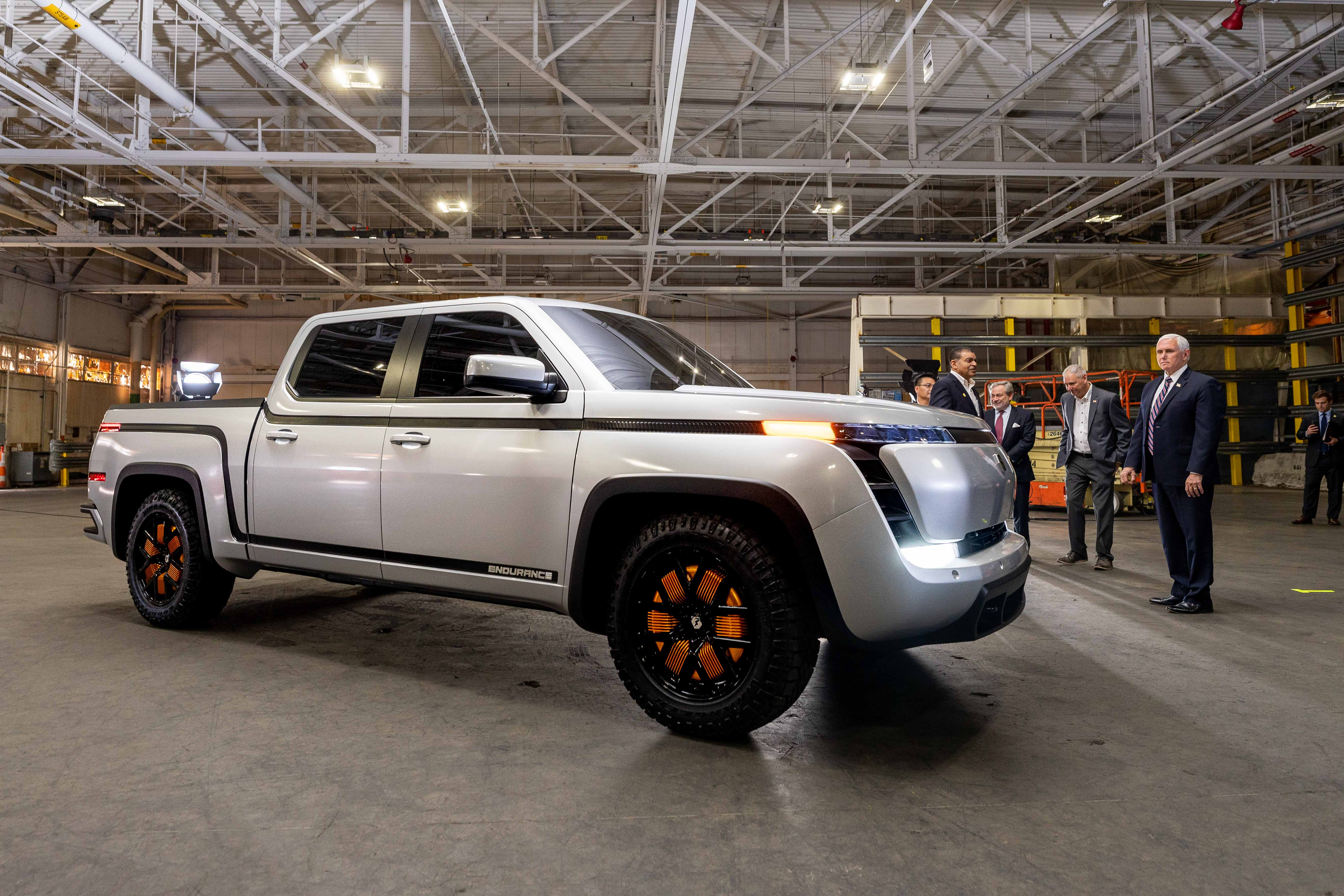
Lordstown Endurance

Der Lordstown Endurance war ein in Entwicklung befindlicher, allradgetriebener, elektrischer Pick-up. Er sollte an jedem Rad einen Elektromotor haben und ab 2021 produziert werden.